# ايمانويل لوكونت
ايمانويل لوكونت (بالفرنسية: Emmanuel Leconte)‏
```
هو 
ممثل
 
فرنسي
، ولد في 11 أكتوبر 1982 
بباريس
 في 
فرنسا
.
[
1
]
```

## وصلات خارجية
- ايمانويل لوكونت على موقع IMDb (الإنجليزية)
- ايمانويل لوكونت على موقع ألو سيني (الفرنسية)
- ايمانويل لوكونت على موقع قاعدة بيانات الفيلم (الإنجليزية)
- ايمانويل لوكونت على موقع كينوبويسك (الروسية)